# Цькування (фільм)
«Цькування» (швед. Hets, англ. Torment) — шведський кінофільм режисера Альфа Шеберґа із акторами Стіґом Єррелем, Альфом К'єлліном та Май Зеттерлінг у головних ролях. Автор сценарію — Інгмар Бергман (його перша робота). Фільм було презентовано в Швеції 2 жовтня 1944 року.

## Сюжет
Головний герой — Ян-Ерік Відгрен — учень випускного класу. На противагу своєму товаришеві Саймону, Ян-Ерік вважає себе ідеалістом, у майбутньому мріє писати, грати на скрипці й знайти свою єдину кохану.
Пізно вночі на вулиці зустрів п'яну дівчину й провів її додому. Дівчина Берта, що працювала продавчинею в магазині неподалік від школи, була вкрай налякана й благала хлопця залишитися з нею. Вона розповіла йому, що один чоловік слідкує за нею. Із цього часу Ян-Ерік і Берта почали зустрічатися. Одного разу вона дала йому ключа від своєї квартири, та поки закохані прощалися, мучитель Берти пробрався до її помешкання.
У школі настав час екзаменів. Всі випускники найбільше боялися вчителя латини, якого прозвали «Калігулою» за невблаганний і жорстокий характер. Класний керівник намагався поговорити з Калігулою — той признався, що довгий час хворів, і досі відчуває себе нездоровим. Попри це, перед учнями Калігула не збирався поступатися. Більше того, мучителем Берти виявився якраз Калігула. Вдень він побачив на вулиці Берту з Яном-Еріком. Відтоді він почав ще більше присікатися до хлопця.
Здавши свою роботу на екзамені, Ян-Ерік побіг до дівчини, та знайшов її мертвою. У коридорі ховався Калігула — Ян-Ерік вибіг із будинку, а вчитель виправдовувався, що не вбивав Берти. Калігула розумів, що учень видасть його, тому зателефонував до поліції. Розтин встановив, що Берта померла від передозування алкоголю. Директорові школи Калігула сказав, що прийшов до дівчини для того, щоб перервати її зв'язок із Яном-Еріком, адже Берта — не найкраща компанія для учня. Директор вислухав пояснення Яна-Еріка про те, що Калігула довгий час переслідував Берту, та директор вирішив відрахувати його зі школи наприкінці випускного року.
Після поховання дівчини, Саймон розповів товаришу, що змінив свої погляди на життя і також став ідеалістом. У відчаї Ян-Ерік пішов з дому й оселився в квартирі Берти. До нього прийшов директор, щоб вмовити продовжувати життя. Пізніше туди ж прийшов Калігула в пошуках прощення. Він розповів хлопцеві про свою хворобу, та Ян-Ерік пішов із квартири. Учитель кричав йому вслід, щоб Ян-Ерік не лишав його самотнім.

## Історія створення
Автор сценарію Інгмар Бергман згадує:
Улітку після складання шкільного випускного іспиту я начеркав у синьому блокноті оповідання про останній рік у школі. Це оповідання я взяв з собою до пансіонату Сигтунского фонду, куди "СФ" направила мене для написання чергового сценарію. Ранками я сидів за своєю рабською працею, а вечорами писав «Цькування». Таким чином я здав одразу два сценарії. Після чого настало велике та до болю знайоме мовчання. Нічого не відбувалося, доки Густаф Муландер, як виявилося, випадково не прочитав «Цькування». Він написав Карлу Андерсу Дюмлінгу (очільнику «СФ» у 1942 році), що в цій історії окрім ряду огидних відразливих епізодів є немало веселого та правдивого. На думку Муландера, «Цькування» потрібно було взяти до виробництва.

Стіна Бергман показала мені його відгук, м'яко докоряючи за потяг до різноманітних похмурих жахів. «Іноді ти нагадуєш мені Яльмара». Я сприйняв її слова як знак Вищих Сил. Усередині мене все тремтіло від скромної пихи. Яльмар Бергман був моїм ідолом.

Вийшло так, що «СФ» вирішила випустити у 1944—1945 роках особливу ювілейну серію стрічок. Фірмі виповнювалося 25 років. Мова йшла про створення шести висококласних фільмів. Серед запрошених для цього режисерів був навіть Альф Шеберґ. А сценарію, який би йому підійшов, не знайшли. Тоді Стіна Бергман і згадала про «Цькування».
Альф Шеберґ дозволив Інгмару Бергману долучитися до зйомок як помічнику режисера. За словами Бергмана, для нього «Цькування» було одержимою неприхованою злобою розповіддю про муки юності, про страждання пов'язані зі школою. Проте Альф Шеберґ знайшов у цій історії й інші сторони. За допомогою різноманітних художніх прийомів він перетворив її на справжнє жахіття. За наполяганням Шеберґа Стіґ Єррел, котрий отримав роль Калігули, мав грати не помітного демонічного брюнета, а непоказного блондина. Таким чином персонаж став нагадувати таємного нациста. На думку Бергмана, саме Шеберґ та Єррел наділили Калігулу внутрішнім напором, що визначив художнє виконання картини загалом.
За задумом сценариста, «Цькування» закінчувалося тим, що усі, крім головного героя, успішно складають випускний іспит; Ян-Ерік виходить на вулицю в дощ, Калігула махає йому рукою з вікна. Проте такий фінал на студії назвали занадто сумним, тому Бергману довелося дописати сцену в квартирі Берти, де Ян-Ерік отримує настанови від директора, лишає на самоті Калігулу та виходить назустріч місту в променях вранішнього сонця.
Оскільки Шеберґ на той час вже був зайнятий в інших справах, дозняти епізод доручили самому Бергману. Таким чином відбувся його режисерський дебют, хоча сам він зізнається, що відносини зі знімальною групою під час цієї короткої роботи у нього склалися відверто жахливі.
Зрештою, «Цькування» було єдиним фільмом ювілейної серії, що мав успіх. Стрічка також брала участь у конкурсній програмі 8-го Венеційського кінофестивалю, змагаючись за «Великий міжнародний приз Венеції».

## У головних ролях
- Стіґ Єррел — Калігула (вчитель латини);
- Альф К'єллін — Ян-Ерік Відгрен;
- Май Зеттерлінг  — Берта Олссон;
- Олоф Віннерстранд — директор;
- Ґоста Цедерлунд — Піппі;
- Гуґо Б'єрне — Нілссон (психоаналітик);
- Олав Р'єґо — містер Відгрен;
- Марта Арбін — місіс Відгрен;
- Ян Моландер — Петтерссон